# 溪南中崙三元宮
24°54′02″N 120°59′52″E / 24.900560°N 120.997817°E
溪南中崙三元宮，是位於臺灣新竹縣新豐鄉中崙村的三官大帝廟，在桃園、新竹地區皆有分香廟。

## 沿革

### 早期歷史
廣東客家人有祭祀三官大帝的宗教信仰，墾民多會在形成聚落處興建三元宮，其中從新竹紅毛港開始，沿中崙、波羅汶、到大窩口沿線的古道，以中崙最早建立三官大地廟。乾隆四十二年（1777年），由黃錫蘭獻三甲地建立溪南中崙三元宮。輪值區包括湖口鄉東興、和興、德盛村、及新豐鄉員山、瑞興、青埔、中崙村七座村。
宣統三年（1911年）重修、1958年擴建、1969年重建正堂。

### 鉅資重建
1993年由新竹縣長范振宗作重建委員會委員長，羅應湘作重建總幹事。此次重建，設計師鄭盛宏規劃、黃錦樹作木雕、王文賢作石雕、朱文淵作石獅。1996年1月18日，登龕安座典禮，總統府秘書長吳伯雄夫人吳戴美玉、縣長范振宗、立委林光華、鄭永金、國代吳俊岸、省議員邱鏡淳、新豐鄉長李錦復、湖口鄉長范錦標、議員徐里杰等共同主持剪綵。此次安座大典，是因修復經費不足，才先舉行，等經費募集充裕後，再行施工。原計畫耗資新臺幣三百萬元，最後2005年竣工時已達一億六千萬元。該年12月1日，舉行慶成圓醮大典。
傳說這次重建時，在廟後竹林時用挖土機時湧出一大群烏龜，廟方執事便在龜背打洞作記號再放生。十二年後竣工時，這些烏龜從野溪重返故居，讓信徒感動而決定在發現龜群處興建龜池。

## 分香
從溪南中崙三元宮分出的分香廟，就有楊梅錫福宮、頭重溪三元宮、波羅汶三元宮、湖口三元宮等。過去逢農曆下元節，波羅汶和大窩口兩處聚落的爐主會，會來中崙的三元宮祭拜，直到各自建立波羅汶三元宮、老湖口三元宮才解散。